# Torneo de la Federación de Fútbol Bonaerense Pampeana 2022
El Torneo Interprovincial de Primera División 2022, conocido también como Torneo de la Federación de Fútbol Bonaerense Pampeana 2022 o simplemente Pre-Federal, fue la tercera edición de la competición oficial de fútbol argentino que obra de clasificación al Torneo Regional Federal Amateur 2022 —de la cuarta categoría del fútbol argentino— para los clubes indirectamente afiliados a la AFA que están bajo la órbita de la Federación de Fútbol Bonaerense Pampeana.
El certamen comenzó el 27 de abril y finalizó el 9 de julio. Otorgó dos plazas directas al Regional Amateur: una para el campeón de la región sur y otra para la norte. Formaron parte 42 equipos regionales de las provincias de Buenos Aires y La Pampa —26 en la zona sur y 16 en la norte—, con la incorporación esta temporada de las ligas maipuense, dolorense, de Tres Lomas y de Coronel Suárez.
En la zona sur Embajadores de Olavarría venció por penales 4:2 a Argentinos de 25 de Mayo tras igualar 1:1 en el global y se aseguró la segunda participación consecutiva en el Federal. Por su parte, El Linqueño le ganó 4:1 la serie a San Lorenzo de Villa Castell, Gonnet, y clasificó a la final anual, ya que el club ya contaba con la licencia deportiva para disputar el TFRA 2022 y la edición 2023. El 2 de julio, en una asamblea extraordinaria celebrada en Tandil, se resolvió que San Lorenzo de Castell obtenga la plaza, como subcampeón de la zona.
El 9 de julio se disputó la final entre los ganadores de ambas zonas, a partido único, en el estadio Gral. San Martín de Tandil, para definir al campeón del certamen. Significó la segunda final para la ciudad serrana, tras la edición 2019, que contó con un equipo repetido: El Linqueño aquella vez venció 3:2 a Liniers de Bahía Blanca. El equipo de la ciudad de Lincoln repitió triunfo, venciendo 2:1 a Embajadores tras terminar la primera mitad 0:1, logrando el segundo título en la competencia.

## Equipos participantes
| Equipos                              | Liga de origen                    |
| ------------------------------------ | --------------------------------- |
| Argentinos                           | Liga Veinticinqueña de Fútbol     |
| Club Plaza España                    | Liga Veinticinqueña de Fútbol     |
| Atlético Sportivo                    | Liga Veinticinqueña de Fútbol     |
| Sportivo Piazza                      | Liga de Fútbol de Azul            |
| Atlético Villa Rosa                  | Liga Dorreguense de Fútbol        |
| Atlético El Taladro                  | Liga de Fútbol de Las Flores      |
| Ferrocarril Roca (LF)                | Liga de Fútbol de Las Flores      |
| Social y Deportivo Unión             | Liga Maipuense de Fútbol          |
| Deportivo San Francisco              | Liga del Sur                      |
| Atlético Jorge Newvery               | Liga Maipuense de Fútbol          |
| Parque Labardén                      | Liga Maipuense de Fútbol          |
| Mar de Cobos (Mar Chiquita)          | Liga de fútbol de Mar Chiquita    |
| Club Belgrano de Mar Chiquita        | Liga de fútbol de Mar Chiquita    |
| Estudiantes (Mar Chiquita)           | Liga de fútbol de Mar Chiquita    |
| Ferro (Olavarría)                    | Liga de Fútbol de Olavarría       |
| Embajadores (Olavarría)              | Liga de Fútbol de Olavarría       |
| Independiente (Pringles)             | Liga Pringles de Fútbol           |
| Balompié (Bolivar)                   | Liga Bolivarense de Fútbol        |
| Sportivo San Cayetano                | Liga Necochense de fútbol         |
| Gimnasia y Esgrima (Tandil)]]        | Liga Tandilense de Fútbol         |
| Velense (Tandil)                     | Liga Tandilense de Fútbol         |
| Foot Ball Club Argentino             | Liga Trenquelauquense de Fútbol   |
| Colonia San Adolfo                   | Asociación de Fútbol de Villarino |
| Juventud Unida                       | Asociación de Fútbol de Villarino |
| Futbol y Tenis Club Mayor Buratovich | Asociación de Fútbol de Villarino |
| Racing Eduardo Castex                | Liga Pampeana de Fútbol           |

| Equipos                        | Liga de origen                  |
| ------------------------------ | ------------------------------- |
| Argentinos                     | Liga Veinticinqueña de Fútbol   |
| Club Las Malvinas              | Liga Amateur Platense de Fútbol |
| San Lorenzo de Villa Castells  | Liga Amateur Platense de Fútbol |
| Club Nápoli Argentino          | Liga Chascomunense de Fútbol    |
| Sociedad de Fomento Etcheverry | Liga Chascomunense de Fútbol    |
| ADES (Chascomús)               | Liga Chascomunense de Fútbol    |
| Deportivo Sarmiento            | Liga Deportiva Central Vedia    |
| Social y Deportiva Atlanta     | Liga Deportiva Central Vedia    |
| Club Roma                      | Liga Escobarense de Fútbol      |
| Atlético La Sonia              | Liga Escobarense de Fútbol      |
| Altético Don Torcuato          | Liga Escobarense de Fútbol      |
| Deportivo Metalúrgico          | Liga Escobarense de Fútbol      |
| Juventud Alsina                | Liga Toldense de Fútbol         |
| River Plate (Los Toldos)       | Liga Toldense de Fútbol         |
| Viamonte Fútbol Club           | Liga Toldense de Fútbol         |
| Ever Ready                     | Liga Dolorense de Fútbol        |

## Subzona Sur

### Primera fase
Conforme al reglamento oficial, el mejor clasificado clasifica directamente a la tercera fase. Parque Laberdén, que se impuso por un global de 8:0, salteó la segunda fase y de adjudicó lugar en la tercera fase del FFBP 2022.
| Fechas                  | Local en la ida             | Global         | Local en la vuelta                   | Ida | Vuelta | Llave      |
| ----------------------- | --------------------------- | -------------- | ------------------------------------ | --- | ------ | ---------- |
| 27 de abril y 4 de mayo | Colonia San Adolfo          | 3:5            | Fútbol y Tenis Club Mayor Buratovich | 0:1 | 3:4    | A          |
| 27 de abril y 4 de mayo | Juventud Unida              | 1:5            | Deportivo San Francisco              | 1:3 | 0:2    | B          |
| 27 de abril y 4 de mayo | Villa Rosa                  | 1:2            | Sportivo San Cayetano                | 0:0 | 1:2    | C          |
| 27 de abril y 4 de mayo | Ferro Carril Sud            | 7:0            | Atlético Independiente               | 2:0 | 5:0    | D          |
| 27 de abril y 3 de mayo | Argentino (Trenque Lauquen) | 2:4            | Racing de Castex                     | 0:0 | 2:4    | E          |
| 27 de abril y 4 de mayo | Embajadores                 | 1:1 (3:2) pen. | Club Balonpié                        | 1:0 | 0:1    | F          |
| 27 de abril y 4 de mayo | Gimnasia y Esgrima          | 3:0            | Social y Deportivo Unión             | 2:0 | 1:0    | G          |
| 27 de abril y 4 de mayo | Jorge Newbery               | 2:8            | Velense                              | 1:2 | 1:6    | H          |
| 27 de abril y 4 de mayo | Mar de Cobos                | 0:8            | Parque Labardén                      | 0:2 | 0:6    | I (MR→3.ª) |
| 27 de abril y 4 de mayo | Belgrano (Mar Chiquita)     | 4:2            | Estudiantes (Mar Chiquita)           | 1:2 | 3:0    | J          |
| 27 de abril y 4 de mayo | El Taladro                  | 2:5            | Atlético Sportivo (25 de Mayo)       | 1:3 | 1:2    | K          |
| 27 de abril y 4 de mayo | Argentinos                  | 4:2            | Ferrocarril Roca                     | 3:1 | 1:1    | L          |
| 27 de abril y 4 de mayo | Plaza España                | 4:4 (4:3) pen. | Sportivo Piazza                      | 2:3 | 2:1    | K          |

### Segunda fase
Una vez disputada la primera fase se confeccionó una tabla general con los trece equipos ganadores —el primero avanzó automáticamente— de la primera fase siguiendo los parámetros indicados en el punto 12 del reglamento: mayor diferencia de goles; mayor cantidad de goles a favor, mayor cantidad de goles como visitante; tabla de conducta deportiva; y por último, sorteo.
El partido de ida entre Ferro Carril Sud y Argentinos finalizó 3:0 a favor de los olavarrienses. Sin embargo, el conjunto de 25 de Mayo protestó el partido ante la Federación, alegando que uno de los futbolistas estaba mal incluido. En primera instancia, se postergó el partido de vuelta. El Tribunal dio lugar a la presentación, y días después concluyó que efectivamente hubo mala inclusión y por tanto decretó el resultado de 1:0 a favor de Argentinos. El fallo fue apelado por Ferro, obligando a postergar unos días más la vuelta. Finalmente el segundo partido se jugó, con resultado 1:0 para el olavarriense, venciendo en penales la escuadra de Argentinos de 25 de Mayo.
Ferro Carril Sud de todas formas clasificó a cuartos de final como «mejor perdedor».
| Fechas                  | Local en la ida         | Global         | Local en la vuelta                   | Ida       | Vuelta | Llave |
| ----------------------- | ----------------------- | -------------- | ------------------------------------ | --------- | ------ | ----- |
| 11 de mayo y 17 de mayo | Deportivo San Francisco | 5:3            | Fútbol y Tenis Club Mayor Buratovich | 3:2       | 2:1    | 2A    |
| 11 de mayo y 17 de mayo | Gimnasia y Esgrima      | 0:0 (4:3) pen. | Sportivo San Cayetano                | 0:0       | 0:0    | 2B    |
| 11 de mayo y 17 de mayo | Belgrano (Mar Chiquita) | 3:7            | Velense                              | 2:2       | 1:5    | 2C    |
| 11 de mayo y 31 de mayo | Ferro Carril Sud        | 1:1 (3:4 pen.) | Argentinos                           | 0:3 → 1:0 | 0:1    | 2D    |
| 11 de mayo y 17 de mayo | Plaza España            | 2:8            | Embajadores                          | 1:4       | 1:4    | 2E    |
| 11 de mayo y 17 de mayo | Racing de Castex        | 3:1            | Atlético Sportivo                    | 1:0       | 2:1    | 2F    |

### Cuartos de final
| Fechas                  | Local en la ida  | Global | Local en la vuelta      | Ida | Vuelta | Llave |
| ----------------------- | ---------------- | ------ | ----------------------- | --- | ------ | ----- |
| 24 de mayo y 1 de junio | Racing de Castex | 3:2    | Deportivo San Francisco | 2:0 | 1:2    | 3A    |
| 24 de mayo y 1 de junio | Ferro Carril Sud | 0:2    | Embajadores             | 0:2 | 0:0    | 3B    |
| 24 de mayo y 1 de junio | Argentinos       | 3:1    | Parque Labardén         | 2:0 | 1:1    | 3C    |
| 1 de junio y 8 de junio | Velense          | 1:0    | Gimnasia y Esgrima      | 0:0 | 1:0    | 3D    |

### Semifinales
| Fechas                    | Local en la ida  | Global | Local en la vuelta | Ida | Vuelta | Llave |
| ------------------------- | ---------------- | ------ | ------------------ | --- | ------ | ----- |
| 8 de junio y 15 de junio  | Racing de Castex | 1:2    | Embajadores        | 0:1 | 1:1    | SF1   |
| 15 de junio y 21 de junio | Argentinos       | 4:2    | Velense            | 3:0 | 1:2    | SF2   |

### Final
| Fechas                    | Local en la ida | Global         | Local en la vuelta | Ida | Vuelta | Llave |
| ------------------------- | --------------- | -------------- | ------------------ | --- | ------ | ----- |
| 24 de junio y 28 de junio | Embajadores     | 1:1 (4:2 pen.) | Argentinos         | 1:1 | 0:0    | F1    |

| Bandera de la Provincia de Buenos Aires         |
| Club Embajadores de Olavarría                   |
| Clasificado por la zona Bonaerense—pampeana sur |

## Final
| Final 9 de julio de 2022, 15:00 | El Linqueño                               | 2:1 (0:1) | Embajadores                                   | Gral. San Martín, Tandil     |                              |
|                                 | - Hernán Brylko 64' - Gabriel Serrano 73' | Reporte   | - Juan Álvarez 39' (pen.) - Miguel Diorio 65' | Árbitro(s): Fernando Zabalza | Árbitro(s): Fernando Zabalza |

| El Linqueño | Embajadores |

| POR                   | 1  | Adrián Azcona         |       |     |
| DEF                   | 4  | Matías Badano         |       |     |
| DEF                   | 2  | Franco Barisone       |       |     |
| DEF                   | 6  | Elías Martínez        |       |     |
| DEF                   | 3  | Lautaro Borao         |       |     |
| MED                   | 8  | Gabriel Velázquez     |       | 72' |
| MED                   | 5  | Juan Ignacio Coria    |       |     |
| MED                   | 7  | Sebastián Pajón       |       | 86' |
| MED                   | 10 | Gabriel Serrano       | 90+7' |     |
| DEL                   | 11 | Javier Molina         |       | 58' |
| DEL                   | 9  | Hernán Brylko         | 65'   |     |
| Cambios:              |    |                       |       |     |
| MED                   | 17 | Mauricio Pavón Zárate | 60'   | 58' |
| MED                   | 16 | Bautista Colombi      |       | 72' |
| MED                   | 18 | Lucas Ciotti          |       | 86' |
| Entrenador:           |    |                       |       |     |
| Maximiliano Antonelli |    |                       |       |     |

| POR           | 1             | Gonzalo Rizzi     |        |     |
| DEF           | 4             | Bruno Di Bello    |        | 84' |
| DEF           | 2             | Facundo Wiechniak |        |     |
| DEF           | 6             | Franco Carlucci   | 45'+1' |     |
| DEF           | 3             | Nahuel Moro       | 41'    | 89' |
| MED           | 5             | Juan Areco        |        |     |
| MED           | 11            | Emilio Scipioni   |        | 89' |
| MED           | 7             | Braian Bortolotti | 57'    | 58' |
| MED           | 10            | Juan Álvarez      | 88'    | 84' |
| DEL           | 8             | Nicolás Lareu     |        |     |
| DEL           | 9             | Luciano Rojas     | 57'    |     |
| Cambios:      |               |                   |        |     |
| MED           | 14            | Renzo Cuatrochio  |        | 52' |
| MED           | 16            | Joaquín Lamas     |        | 84' |
| DEF           | 18            | Santino Sacchi    |        | 84' |
| DEL           | 15            | Diego Bazzola     |        | 89' |
| DEF           | 13            | Lautaro Sasali    |        | 89' |
|               |               |                   |        |     |
|               |               |                   |        |     |
| Entrenador:   |               |                   |        |     |
| Miguel Diorio | Miguel Diorio | Miguel Diorio     | 65'    |     |

| Árbitro: Fernando Zabalza Árbitros asistentes: Rodrigo Álvarez Lautaro Paletta Cuarto árbitro: Camila Romero Barsottini | Reglas del partido - 90 minutos. - Tiros desde el punto penal si fuera necesario. - Un máximo de 7 jugadores sustitutos. - Máximo de cinco cambios, en un límite de tres interrupciones, sin contar durante el entretiempo. |

| Bandera de la Provincia de Buenos Aires |
| Campeón Club Atlético El Linqueño       |
| Segundo título                          |